# Euselasia eumithres
Euselasia eumithres is een vlindersoort uit de familie van de prachtvlinders (Riodinidae), onderfamilie Euselasiinae.
Euselasia eumithres werd in 1919 beschreven door Stichel.